# Tadeusz Rajfert

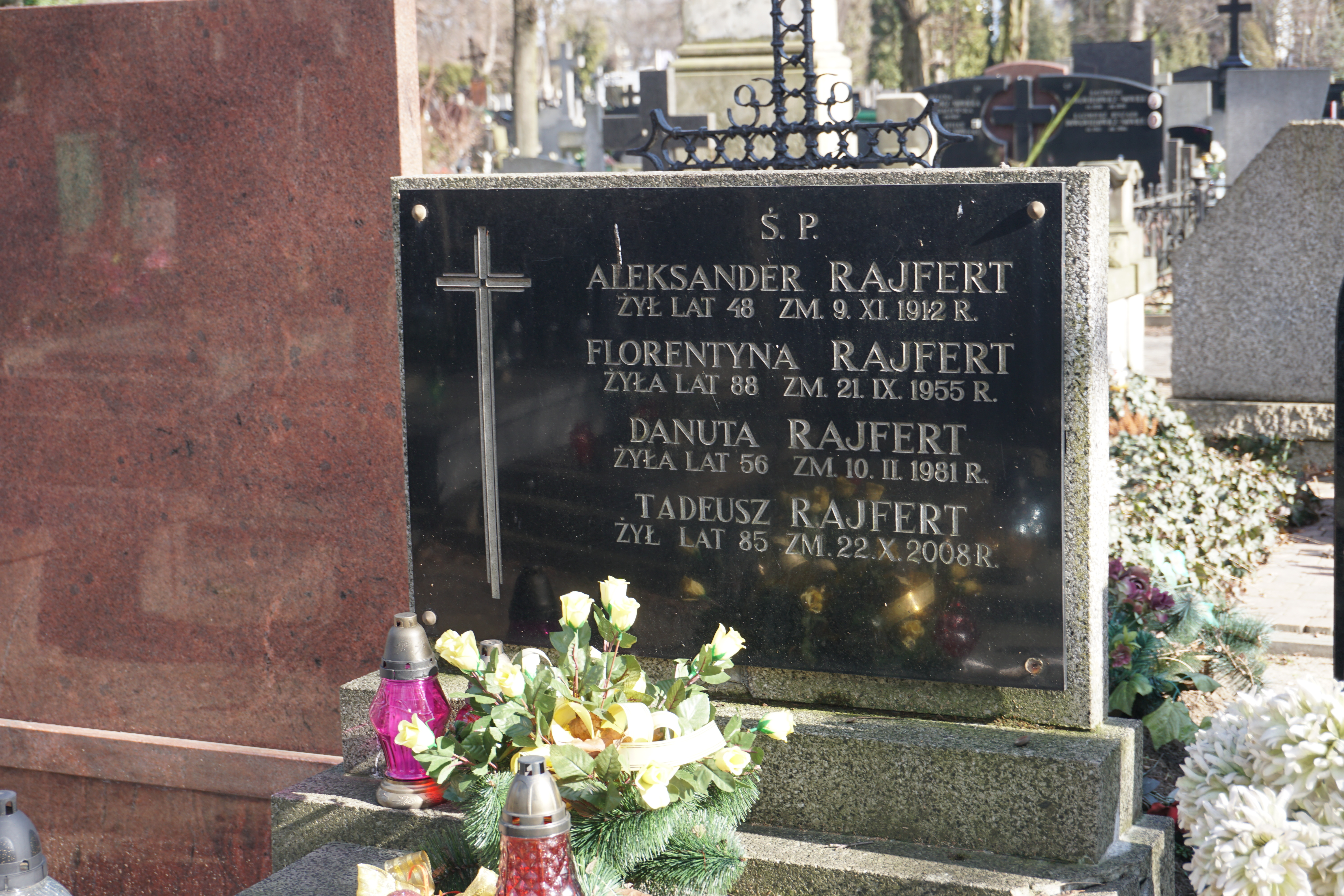
Grób Tadeusza Rajferta na cmentarzu Bródnowskim (2019)

Tadeusz Rajfert (ur. 1923, zm. 22 października 2008 w Warszawie) – polski inżynier produkcji, doc. dr. Wydziału Mechanicznego Technologicznego  i Wydziału Inżynierii Produkcji Politechniki Warszawskiej.
Tadeusz Rajfert był specjalistą i wykładowcą w dziedzinie wytrzymałości materiałów i mechaniki konstrukcji, pełnił funkcję dyrektora Instytutu Mechaniki Technicznej Politechniki Warszawskiej oraz prodziekana ds. nauczania Wydziału Mechanicznego Technicznego. 
Został pochowany na cmentarzu Bródnowskim (kw. 17D-4-9).
Wspólnie z Jerzym Rżysko opracował "Zbiór zadań ze statyki i wytrzymałości materiałów"

## Odznaczony
- Krzyż Kawalerski Orderu Odrodzenia Polski;
- Złoty Krzyż Zasługi.